# Xenia medusoides
Xenia medusoides is een zachte koraalsoort uit de familie Xeniidae. De koraalsoort komt uit het geslacht Xenia. Xenia medusoides werd in 1899 voor het eerst wetenschappelijk beschreven door May. 